# 昌吉学院
昌吉学院是中华人民共和国的一所全日制本科公办省属普通高等学校，位于新疆维吾尔自治区昌吉回族自治州昌吉市。
1959年，昌吉师范学校成立。1985年，升格为昌吉师范专科学校。2001年5月，升格为昌吉学院。